# Giorgi Schaschiaschwili
Giorgi Schaschiaschwili (georgisch გიორგი შაშიაშვილი; * 1. September 1979 in Tiflis) ist ein ehemaliger georgischer Fußballspieler auf der Position eines Verteidigers und heutiger Trainer. Er spielte in seiner aktiven Spielerkarriere in Georgien, Griechenland, Russland, Österreich und der Ukraine.

## Karriere
Schaschiaschwili begann seine Karriere als Fußballspieler in seiner Heimat Georgien bei Dynamo Tiflis. Nach einem kurzen Zwischenstopp bei TSU Tiflis spielte er insgesamt neun Jahre bei Dinamo. 2005 wechselte der Verteidiger nach Russland zu Alanija Wladikawkas. Im Juli 2006 wechselte Schaschiaschwili in die Ukraine zu Tschornomorez Odessa. In der Sommerpause 2007 wechselte der Verteidiger schließlich nach Österreich zum Bundesligaklub SK Sturm Graz. Sein Vertrag gilt bis Sommer 2009. Der georgische Nationalspieler war auf Anhieb Stammspieler bei den Grazern.
Anfang Juni 2009 zog der SK Sturm die Option auf Vertragsverlängerung nicht, weswegen der Georgier nach Griechenland zu Ergotelis wechselte. 2013 beendete er seine Karriere in seinem Heimatland Georgien.
International spielte Schaschiaschwili 30 Mal für Georgien und erzielte dabei einen Treffer. Diesen erzielte er gegen Italien in der EM-Qualifikation am 11. Oktober 2006 in Tiflis. Das Spiel wurde trotz allem 1:3 verloren.